# Hylophilodes pseudorientalis
Hylophilodes pseudorientalis är en fjärilsart som beskrevs av Louis Beethoven Prout 1921. Hylophilodes pseudorientalis ingår i släktet Hylophilodes och familjen trågspinnare. Inga underarter finns listade i Catalogue of Life.